# تاريخ نظرية التعلق

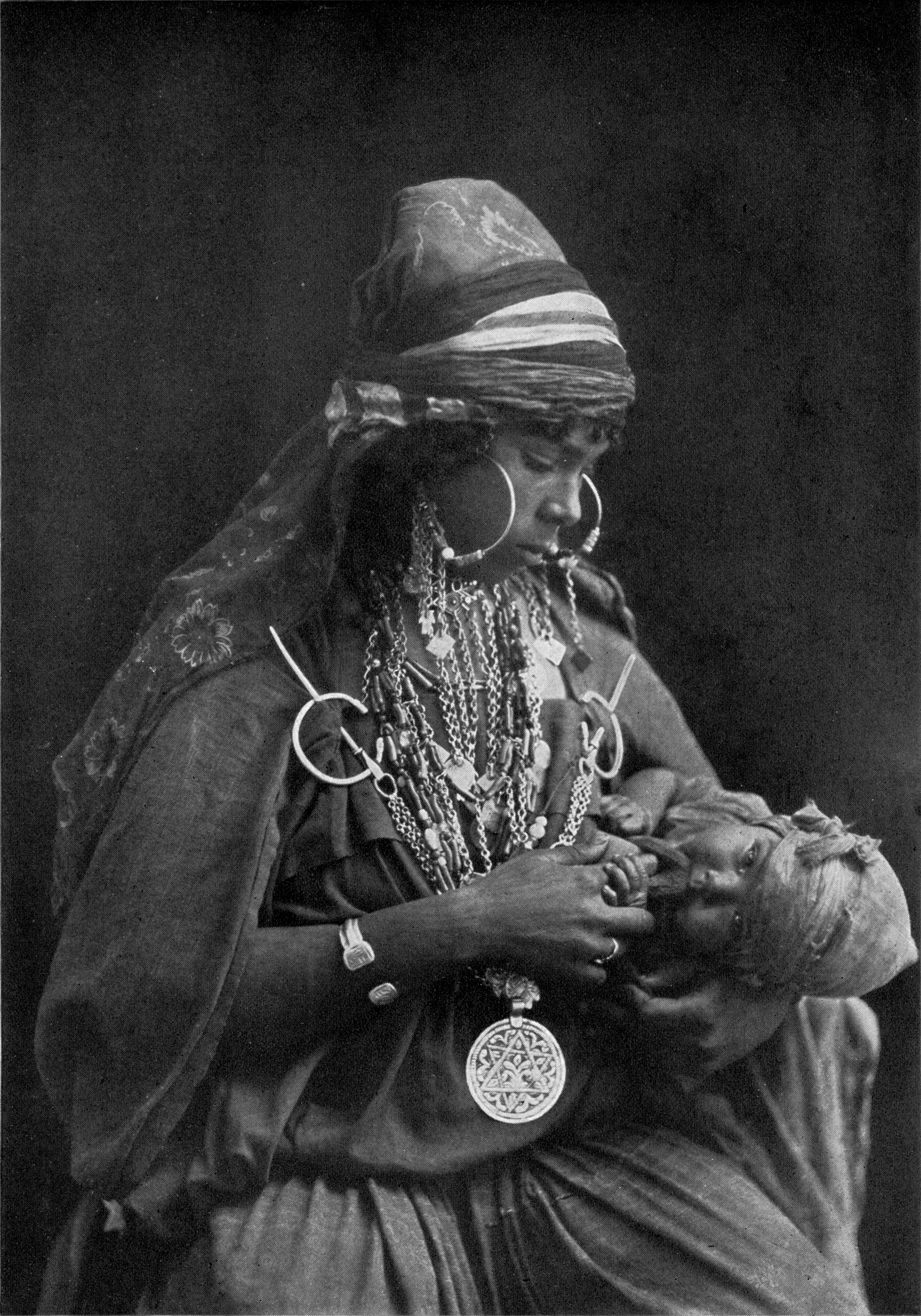

نشأت نظرية التعلق في حيز عمل جون بولبي، وهي نظرية نفسية وتطورية وسلوكية توفر إطارًا تصويريًا وتعليليًا لفهم العلاقات الشخصية بين البشر.
بهدف صياغة نظرية شاملة لطبيعة التعلق المبكر، درس بولبي سلسلة من المجالات بما في ذلك التطور عن طريق الانتخاب الطبيعي ونظرية العلاقة بالموضوع (التحليل النفسي) ونظرية الأنظمة وعلم الأحياء التطوري ومجالات علم سلوك الحيوان وعلم النفس المعرفي. تناولت بعض الأوراق العلمية التمهيدية هذا الموضوع منذ عام 1958 وما بعده، لكن النظرية الكاملة نشرت بين العامين 82-1969 في سلسلة ثلاثية التعلق والخسارة. وعلى الرغم من أن علماء النفس الأكاديميين انتقدوا بولبي مبكرًا ونبذه مجتمع التحليل النفسي، أصبحت نظرية التعلق نهجًا مهيمنًا لفهم التطور الاجتماعي المبكر، وساهمت في نمو كبير في البحوث التجريبية المتعلقة بتشكيل علاقات الأطفال الوثيقة.

## وصف مختصر للنظرية
يمثل السلوك المرتبط بالتعلق لدى الرضع أساسًا عملية تقارب تسعى لتحديد رمز التعلق في حالات الإحساس بالضيق أو الفزع لتحقيق أهداف البقاء. يتعلق الرضع بالبالغين الذين يمتلكون حساسية واستجابة للعلاقات الاجتماعية مع الرضيع، وممن يستمرون بتقديم الرعاية لهم لبضع أشهر خلال فترة عمرهم الممتدة من ستة أشهر وحتى عامين. وأثناء الفترة اللاحقة، يبدأ الأطفال باستخدام رمز التعلق (الأشخاص المعروفين) كقاعدة آمنة يستكشفون منها ويعودون إليها. تؤدي الاستجابات الأبوية لتنمية أنماط التعلق والتي تؤدي بالمقابل إلى «نماذج عمل داخلية» وتوجه هذه النماذج مشاعر الأفراد وأفكارهم وتوقعاتهم في العلاقات اللاحقة. ويعد قلق الانفصال أو الحزن بعد خسارة كبيرة ردًا طبيعيًا واعتياديًا لدى الرضيع المتعلق.
يرى صانعو نظرية التعلق أن الرضيع البشري بحاجة إلى علاقة آمنة مع مقدمي الرعاية البالغين، وقد لا يحدث تطور اجتماعي وعاطفي دونها، ومع ذلك تؤدي تجارب العلاقات المختلفة إلى نتائج تطويرية مختلفة. ابتكرت ماري أينسورث نظرية لعدد من أنماط التعلق أو «أساليبها» لدى الرضع وعرّفت خصائصها المميز؛ وتمثلت بالتعلق الآمن والتعلق الانطوائي والتعلق المصحوب بالقلق ولاحقَا التعلق غير المنتظم. بالإضافة إلى بعض السلوكيات التي تحتوي بعض مكونات سلوك التعلق، مثل سعي الأطفال للرعاية وعلاقات الأقران من جميع  الأعمار والانجذاب العاطفي والجنسي، والاستجابة لاحتياجات الرضع للرعاية أو المرضى البالغين وكبار السن.

### النظريات المبكرة
تمثل نظرية التعلق إطارًا من الأفكار التي تسعى لتفسير التعلق؛ وهو ذلك التوجه البشري الشائع نحو تفضيل صحبة مألوفة معينة على أشخاص آخرين خاصةَ عند المرض أو الإصابة أو الحزن. تاريخيَا، فُسرت بعض الميول الاجتماعية مثل ميل الوالدين لأبنائهم بالرجوع للغريزة أو القيمة الأخلاقية للفرد.
ظهر مفهوم تعلق الرضع العاطفي بمقدمي الرعاية في الحكايات المسرودة منذ مئات السنين، وركز أغلب المراقبين على القلق الذي يظهره الرضع والأطفال الصغار عند تهديدهم بالانفصال عن مقدمي الرعاية المألوفين لهم. اقتُرحت النظريات النفسية حول التعلق منذ أواخر القرن التاسع عشر وما بعده. حاولت النظرية الفرويدية إجراء دراسة منظمة عن تعلق الرضع، فوجد أن محاولات الرضع في البقاء بالقرب من شخص مألوف تعزى إلى الدافع المكتسب خلال تجارب التغذية وإشباع حوافز الشهوة. في ثلاثينات القرن العشرين، اقترح عالم التنمية البريطاني إيان سوتي أنّ حاجة الأطفال إلى الحنان حاجة أولية، ولا تستند إلى الجوع أو غيرها من الإشباعات البدنية. كانت نظرية «التبعية» ثالث النظريات السائدة أثناء تطوير بولبي لنظرية التعلق، وافترضت أن الرضع يعتمدون على مقدمي الرعاية البالغين، لكن هذه التبعية كانت أو يجب أن تكون أكثر نماءً مع نضوج الفرد. ينظر هذا النهج إلى سلوك التعلق في الأطفال الأكبر سنًا على أنه نكوص، بينما ترى نظرية التعلق أن الأطفال الأكبر سنًا يبقون متعلقين بالبالغين ويرتبط التعلق الآمن بالتأكيد مع السلوك الاستكشافي المستقل بدلًا من التبعية. كان ويليام بلاتز، وهو عالم نفس كندي ومدرس ماري أينسورث زميلة بولبي، ضمن أوائل من ركزوا على الحاجة للأمن كجزء طبيعي من الشخصية لدى جميع الأعمار، ودرس كذلك طبيعة استخدام الآخرين كقاعدة أمنية وأهمية العلاقات الاجتماعية في جوانب التنمية الأخرى.

### التطورات المبكرة
تأثر كل بولبي وميلاني كلين ببدايات نظرية العلاقة بالموضوع التابعة لعلم تحليل النفس، لكن بولبي كان معارضًا كبيرًا لآراء علماء تحليل النفس السائد، ورأى أن ردود الرضع تتعلق بحياتهم الخيالية الداخلية عوضًا عن أحداث الحياة الحقيقية. وشرع كذلك بتشكيل مفهومه للتعلق، وتأثر بحالات دراسية أجراها كل من ليفي وباودرميكر ولوري وبيندر وجولدفراب. كانت دراسة ديفيد ليفي مرتبطة بافتقار طفلة متبناة للعاطفة الاجتماعية في حرمانها العاطفي المبكر. وكان بولبي مهتمًا بالدور الذي لعبه الجنوح في العلاقات المبكرة السيئة، واستكشف ذلك في دراسة للصوص صغار. عاصر بولبي مُقترح رينيه سبيتز بأن نتائج «التسمم النفسي» نجمت عن تجارب الرعاية السابقة غير الملائمة. كان عمل جويس وجيمس روبيرتسون ذو تأثير قوي، والذي صور آثار الانفصال على الأطفال في المستشفى. تعاون بولبي معهما في عمل فيلم وثائقي في عام 1952 تحت عنوان «طفل ذو عامين يذهب إلى المستشفى» ويوضح تأثير الخسارة والمعاناة التي يختبرها الأطفال الصغار المنفصلين عن مقدمي الرعاية الرئيسيين خاصتهم. أحدث هذا الوثائقي أثرًا كبيرًا في حملة لتغيير قيود المستشفيات المفروضة على زيارة الوالدين.
وضع بولبي فرضية في بحثه المقدم لمنظمة الصحة العالمية بعنوان «رعاية الأمهات والصحة العقلية في عام 1951.» تنص تلك النظرية على أنه «يجب أن يحصل الرضيع والطفل الصغير على علاقة دافئة وحميمة ومستمرة مع والدته (أو والدته البديلة الدائمة) والتي يجد كلاهما فيها الرضا والمتعة» وعدم فعل ذلك قد يؤدي إلى عواقب وخيمة على الصحة العقلية ولا يمكن عكسها. كان هذا الاقتراح مؤثرًا على صعيد تأثير رعاية الأطفال المؤسسية، وأثار جدلًا بشكل كبير. لم يكن هناك الكثير من البيانات التجريبية في ذلك الوقت أو نظرية شاملة يمكن اعتمادها لتلك النتائج.

### نظرية التعلق
عقب نشر بحث  رعاية الأمهات والصحة العقلية، وجد بولبي فهمًا جديدًا من مجالات مشابهة مثل علم الأحياء التطوري وعلم السلوك وعلم النفس التنموي والعلم المعرفي ونظرية أنظمة التحكم، وارتكز عليها لصياغة مقترح مبتكر بأن الآليات التي تتضمن ارتباط الرضع برزت كنتيجة للضغط التطوري. وأدرك الحاجة إلى تطوير نظرية جديدة لسيطرة الدافع والسلوك، وأن تكون مبنية على العلم الحديث عوضًا عن نماذج الطاقة الفيزيائية القديمة التي تبناها فرويد. عبر بولبي عن نفسه بأنه ومن خلال عمله «التعلق والخسارة» عوض عن «قصور البيانات وافتقار النظرية لربط السبب والمؤثر المزعومين» في «رعاية الأمهات والصحة العقلية». نُشر عمل التعلق والخسارة بين عامي 1969 و1980.
طبقت الجمعية البريطانية للتحليل النفسي في لندن أول إقرارات بولبي الرسمية لنظرية العلاقة في ثلاث محاضرات مثيرة للجدل في عام 1975. ويمكن تتبع الأصول الرسمية لنظرية التعلق إلى نشر ورقتي بحث في عام 1958، أحدهما لبولبي بعنوان طبيعة ارتباط الطفل بوالدته، والتي قدمت مصطلحات «التعلق» التمهيدية، وورقة بحث هاري هارلو بعنوان طبيعة الحب، المبنية على نتائج تجارب أظهرت بشكل متقارب أن صغار قرود الريص أمضت وقتًا أطول مع الدمى ناعمة الملمس والشبيهة بالأم والتي لم تقدم طعامًا أكثر من تلك التي قدمت طعامًا لكنها كانت ذات ملمس غير مريح. تبع بولبي ذلك بورقتي بحث بعنوان، قلق الانفصال (1960أ)، والحزن والحداد في فترة الرضاعة والطفولة المبكرة (1960ب)، وانشغلت زميلة بولبي ماري أينسورث بمتابعة دراسات مكثفة على طبيعة تعلق الرضع في أوغندا بأخذ نظريات السلوك لبولبي في عين الاعتبار. ساهمت منهجية ماري أينسورث ودراسات الملاحظة الشاملة في الكثير من النظرية، فوسعت مفاهيمها وأتاحت اختبار بعض أسسها تجريبيًا. قُدمت نظرية التعلق في الأخير في عام 1969 في العدد الأول من مجلة ثلاثية التعلق والخسارة بعنوان التعلق. تبعها العدد الثاني والثالث في عام 1972 وبعنوان 1980، الانفصال: القلق والغضب: الحزن والاكتئاب. عُدل بحث التعلق في عام 1982 ليتضمن المزيد من البحوث الحديثة.